# Klippan (bank)
De Klippan is een model zitbank, ontwikkeld door het bedrijf IKEA en ontworpen door Lars Engman. De bank is vernoemd naar de gelijknamige gemeente in Zweden. Dit model wordt sinds 1980 verkocht en is een van de populairste en langstlopende producten van IKEA. De bank komt standaard in een tweepersoonsuitvoering. De hoes - en dus het uiterlijk - van de Klippan kan makkelijk vervangen worden.
De invloed van het ontwerp blijkt onder meer uit het feit dat de Klippan-bank is opgenomen in de collectie van het Centraal Museum in Utrecht.